# Luci Emili Paulus (cònsol 219 i 216 aC)
Luci Emili Paulus (en llatí: Lucius Aemilius M. f. M. n. Paullus), va ser un magistrat romà. Era fill del cònsol del 255 aC Marc Emili Paulus i va ser el pare de Luci Emili Paulus Macedònic. Formava part de la gens Emília i era de la branca familiar dels Emili Paulus.
Va ser elegit cònsol per primera vegada l'any 219 aC juntament amb Marc Livi Salinator. El senat el va enviar contra els il·liris que s'havien revoltat dirigits per Demetri de Faros, un grec dirigent de l'illa de Faros a la mar Adriàtica. Paulus els va derrotar fàcilment, va conquerir l'illa de Faros i va obligar a Demetri a fugir a la cort de Filip V de Macedònia. A la seva tornada va obtenir els honors del triomf. Però poc després els dos cònsols van ser portats a judici acusats de no haver dividit el botí adequadament entre els soldats. Salinator va ser condemnat i Paulus va estar molt proper a la condemna.
També al seu primer consolat pertany l'oposició del cònsol als cultes d'Isis i Serapis. El senat, suspicaç davant de les noves religions que s'introduïen a Roma, va ordenar destruir unes capelles erigides a aquestes deïtats i quan cap treballador ho va voler fer, el mateix cònsol es va arremangar la roba, va agafar una destral i va enfonsar la porta d'un dels temples.
L'any 216 aC va ser altre cop cònsol, representant a l'aristocràcia patrícia, juntament amb Gai Terenci Varró, que representava als plebeus. Va aconsellar no lliurar la batalla de Cannes, i quan es va produir va ser una gran victòria cartaginesa. Paulus va ser un dels molts romans que va morir a Cannes l'any 216 aC, després de refusar el cavall que per fugir li oferia un dels tribuns militars. El seu heroisme va ser cantat per Horaci. Quan va morir era un dels pontífexs.